# Генріх Вагнер (адмірал)
Генріх Вагнер (нім. Heinrich Wagner; 10 грудня 1886, Нюрнберг — 6 липня 1950, Тегернзе) — німецький офіцер, контрадмірал крігсмаріне.

## Біографія
18 липня 1906 року вступив в баварський 21-й піхотний полк. 15 травня 1907 року перейшов на флот. Після проходження навчання з 1 вересня 1909 року служив на лінкорі «Брауншвейг», з 18 вересня 1909 року — «Вестфалія». З 1 жовтня 1912 по 30 липня 1914 року — офіцер роти 2-ї торпедної дивізії, одночасно з 1 листопада по 23 грудня 1912 року — вахтовий офіцер на торпедному катері S15, з 2 березня по 13 вересня 1913 року — на S15 і G7, 1-23 грудня 1913 року — на V156, з 15 березня по 1 квітня і з 6 квітня по 30 травня 1914 року — на G7, 1-13 липня 1914 року — на S61. З 31 липня 1914 року — вахтовий офіцер на G7, з 20 квітня 1915 року — на V1, з 8 вересня 1915 року — на V7, з 28 жовтня 1915 року — на V160. З 27 лютого 1916 року — кадетський офіцер на важкому крейсері «Фрея». З 1 жовтня 1916 року — командир роти 2-ї дивізії верфей. З 20 травня 1917 року — вахтовий і торпедний офіцер на легкому крейсері «Піллау», одночасно служив в німецькій комісії інспекції з роззброєння. 25 лютого 1919 року переданий в розпорядження начальника військово-морської станції «Нордзе». 24 березня 1919 року звільнений у відставку.
19 березня 1926 року повернувся на флот як цивільний службовець і призначений асистентом відділу спорядження і торпед військово-морської верфі Вільгельмсгафена. Одночасно з 29 березня 1930 по 4 грудня 1939 року — директор підрозділів дистанційного управління. З 30 вересня 1931 року — консультант центрального відділу, з 1 жовтня 1933 по 30 вересня 1936 року — директор відділу спорядження військово-морської верфі Вільгельмсгафена. 15 травня 1934 року зарахований в земельну оборону, 5 березня 1935 року — в службу комплектування.
З 5 грудня 1939 року — начальник відділу військових питань і верфей Головного управління кораблебудування ОКМ. 20 квітня 1941 року зарахований на дійсну службу. З 23 листопада 1942 року — головний директор військово-морської верфі, потім — комендант військово-морського арсеналу Бордо. 4 січня 1944 року переданий в розпорядження головнокомандувача групи ВМС «Захід». З 1 лютого 1944 року — начальник управлінської групи супроводу ОКМ. 9 травня 1945 року звільнений у відставку.

## Звання
- Фенріх (18 липня 1906)
- Морський кадет (15 травня 1907)
- Фенріх-цур-зее (8 червня 1908)
- Лейтенант-цур-зее (28 вересня 1910)
- Оберлейтенант-цур-зее (27 вересня 1913)
- Капітан-лейтенант (16 листопада 1917)
- Фрегаттен-капітан земельної оборони (15 травня 1934)
- Фрегаттен-капітан служби комплектування (5 березня 1935)
- Капітан-цур-зее служби комплектування (1 жовтня 1937)
- Контрадмірал (1 грудня 1942)

## Нагороди
- Медаль принца-регента Луїтпольда в бронзі
- Залізний хрест
  - 2-го класу (листопада 1915)
  - 1-го класу (9 липня 1918)
- Орден «За військові заслуги» (Баварія) 4-го класу з мечами (червень 1916)
- Почесний хрест ветерана війни з мечами (18 лютого 1935)
- Медаль «За вислугу років у Вермахті»
  - 4-го і 3-го класу (2 жовтня 1936) — отримав 2 нагороди одночасно.
  - 2-го класу (18 років; 11 лютого 1937)
  - 1-го класу (25 років; 12 листопада 1938)
- Хрест Воєнних заслуг
  - 2-го класу з мечами (30 січня 1941)
  - 1-го класу з мечами (1 вересня 1942)